# Peter P. Rohde
Peter Preisler Rohde (15. marts 1902 i København – 15. maj 1978 i Hornbæk) var en dansk forfatter, debattør og modstandsmand.
Fremtrædende medlem af DKP fra 1938. Som medlem af DKP blev han interneret i Horserødlejren under besættelsen. Senere blev han leder af ”Frit Danmark”. Han skrev flere bidag til Arbejderbladet og senere Land og Folk og en artikel til tidsskriftet Dialog: Dansk tidsskrift for Kultur, hvor han talte for en mulig marxistisk etik. I 1953 blev han ekskluderet af DKP pga. "politiske uoverensstemmelser". Dette skal ses i forbindelse med hans og hans kone Ina Rohdes (der ligeledes blev ekskluderet af DKP) kritik af Sovjetunionens forhold til Israel.
1954-1958 var han redaktør af tidsskriftet Vindrosen.
Forfatter til en lang række bøger bl.a. Litteraturen og Bourgeoiset 1934 (cop 1981), Sovjetunionen 1: I går, i dag i morgen (1945), Sovjetunionen 2: Økonomisk , socialt kulturelt (1946), Engelsk Litteratur 1900-1947 (1948), Midt i en Ismetid: Erindringer 1970, Den græske kulturs historie 1-5 (1958-1966).. Desuden diverse udgiver af Søren Kirkegaard-udvalg, islandske sagaer og rejsebøger.